# Oxylamia vagemarmorata
Oxylamia vagemarmorata là một loài bọ cánh cứng trong họ Cerambycidae.